# Мисько, Максим Владимирович
Максим Владимирович Мисько (бел. Максім Уладзіміравіч Місько, 25 февраля 1972, Минск,  Белорусская ССР, СССР) — белорусский государственный, общественный и политический деятель, юрист. Кандидат юридических наук, доцент (26.02.2013).

## Биография
Родился Максим 25 февраля 1972 года в столице Белоруссии, городе Минске. Окончил Минское суворовское военное училище. Служил в рядах советской армии. В 2004 году закончил обучение в Учреждении Образования «Белорусский институт правоведения» по специальности «Правоведение». В 2013 году  окончил аспирантуру Белорусского Государственного Университета. С 2013 года по 2020 год работал доцентом кафедры финансового права и правового регулирования хозяйственной деятельности юридического факультета Белорусского Государственного Университета. С 2015 года по настоящее время является Председателем правления ОО «Белорусский фонд мира».
Являлся депутатом Палаты представителей Национального собрания Беларуси VI созыва. Округ: Калиновский № 108.

## Награды
- Почетная грамота Национального собрания Республики Беларусь[2];
- Почетная грамота Совета Министров Республики Беларусь;
- Почетная грамота Администрации Президента Республики Беларусь;
- Почётная грамота общественного объединения «Белорусский республиканский союз юристов»[3];
- Орден святителя Кирилла Туровского второй степени.

## Личная жизнь
Женат, двое сыновей.